# Патик Володимир Йосипович
Володимир Йосипович Патик (9 жовтня 1926, Чорний Острів, Бібрський повіт, Львівське воєводство, Польща — 28 серпня 2016, Львів, Україна) — український живописець, пейзажист, майстер натюрморту. Член Спілки художників України з 1958 року, Заслужений художник України (1996), лауреат Національної премії імені Тараса Шевченка (1999), Народний художник України (2006). Почесний громадянин Львова.

## Життєпис
Народився в селі Чорний Острів Бібрського повіту, Львівського воєводства, тоді Польська Республіка.
Навчався в художньо-промисловій школі. В 1953 році закінчив Львівський інститут прикладного та декоративного мистецтва (викладачі — Роман Сельський, Микола Федюк і Йосип Бокшай).
Володимир Патик об'їздив майже всю Україну, бував у Карпатах, далеко на Півночі Росії, в Мурманську, малював на Сибіру, в Балтійських країнах, Середній Азії — і всюди митця захоплювала краса природи, люди та їхні заняття. Таким чином вироблялася власна живописна манера Патика, його особливий, темпераментний почерк. Митець вдавався до контрастів червоного й зеленого, оранжево-жовтого й синьо-фіолетового, червоного й білого, до різноманітних технічних засобів — мозаїки, фрески, найбільше — до олійного живопису, пастелі, різних графічних засобів. Від 1990-х років головну формотворчу роль у мистецькій манері майстра відігравав чистий колір, що підвищує емоційну активність картини та підкреслює декоративне вирішення композиції. Володимирові Патику близькі українська ікона і тосканські примітиви, равенські мозаїки і живописці італійського проторенесансу.
У 1996 році Володимиру Йосиповичу було присвоєно почесне звання Заслуженого художника України, а в 1999 році Шевченківську премію за серію робіт «Земля Шевченка» й твори останніх років.
У 2006 році, своє 80-тиліття, художник відзначив у Національному музеї під час експонування власної виставки.
Живопис написаний у 2008 році був для митця головнішим. Адже за словами автора: «За моє творче життя вимальовано 500—600 кг фарби, замальовано 1875 м полотна й зрисовано 1,5 тонни паперу…І зараз я живу з повним відчуттям смаку до праці, до життя, до кохання, з незаземленими мріями… і не визнаю паспортного віку».
2 листопада 2009 року Президент України Віктор Ющенко, за визначний особистий внесок у розвиток українського образотворчого мистецтва, багаторічну плідну творчу діяльність та високий професіоналізм, нагородив народного художника України Володимира Патика орденом князя Ярослава Мудрого V ступеня.
У 2009 році у львівській галереї «Зелена канапа» відбулася персональна виставка Володимира Патика — «Роботи, яких Ви раніше не бачили».
У 2010 році відбулася ще одна виставка творів митця під назвою: «Було колись — на Україні…». На виставці були представлені малюнки та пастелі з натури Володимира Патика, створені протягом 1970—1980 років, самовіддано фіксуючи образ зникаючої мальовничої України від Криму до Карпат.
28 серпня 2016 року, один з найвидатніших митців в українському малярстві другої половини XX століття, яскравий представник галицької школи живопису, Народний художник України Володимир Йосипович Патик відійшов у вічність. Поховали митця 30 серпня 2016 року в родинному гробівці на Личаківському цвинтарі (поле № 69) у Львові.

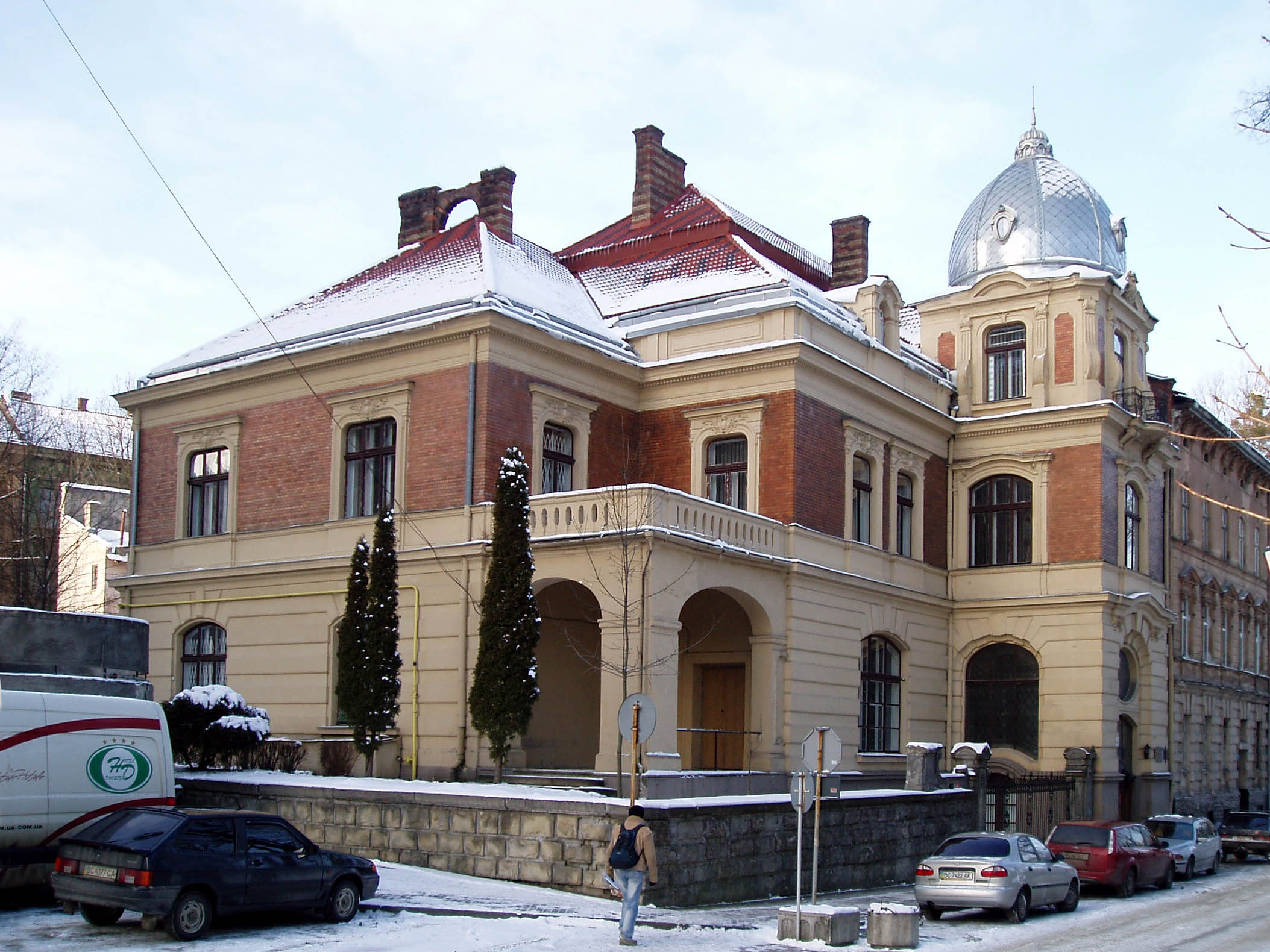
Музей Володимира Патика на вулиці Матейка, 4 у Львові

На 9 вересня 2016 року було заплановано відкриття його персональної виставки з нагоди 90-ліття митця.
23 серпня, у Львові, на вулиці Матейка, 4 відкрили музей українського художника, дослідника української історії та етнографії Володимира Патика.

## Твори
- «Через кладку» (1955);
- «Палаючий манускрипт» (1964, про спалення рукописів у Бібліотеці АН УРСР у квітні того ж року);
- «Шевченко на батьківщині», «Гуцульська мадонна» (1965);
- «Дівчина з Буковини» (1966);
- «Довбуш — наша слава» (1967);
- «Третя подорож на Україну» (1968);
- «Т. Г. Шевченко серед селян» (1969);
- «Степ біля Чигирина» (1976);
- «Тиша» (1976);
- «Реквієм» (кінець 1960 — початок 1970-х років — навіяний рядками поезії Василя Симоненка «На цвинтарі розстріляних ілюзій уже немає місця для могил»);
- «Земля Шевченка», «Реве та стогне Дніпр широкий», «Околиця села Шевченкове» (1981);
- «Пам'ять» (1982 — про трагедію Голодомору 1933 року);
- «Ранок над Дніпром», «Лемківська пісня (Никифор і Антонич» (1982);
- «Осінь над Тясмином» (1983);
- «Відгомін 1933» (1984, полотно, олія);
- «Околиця Золочева» (2008);
- «Остання путь» (1987);
- «Ох, не однаково мені», «Над Дніпром», «Соняхи» (1988);
- «Чи буде суд, чи буде кара» (1989);
- «Відродження нації» (1990);
- «Монмартр» (1995);
- «Реве та стогне Дніпр широкий» (1997);
- серія «По Черкащині» (1980—1981);
- розписи у кінотеатрі ім. Богдана Хмельницького у Львові;
- мозаїка біля магазину «Океан» (вул. Володимира Великого) та на території заводу «Кінескоп» (вул. Героїв УПА) у Львові[12].